# Allmänna Boxningssällskapet
Allmänna Boxningssällskapet (ABS) var en sportklubb som verkade i Stockholm 1922-1932. Den bildades av affärsmannen, idrottsledaren, managern mm Hjalmar Palmqvist (1887–1957), "Hjalle Palton" kallad. Syftet var att möjliggöra proffsboxning i huvudstaden, trots det uttryckliga förbud som instiftats efter flugviktaren Erik Hultbergs (1894-1921) död i samband med en match i Solna sommaren 1921. Redan innan dess betraktades boxning av myndigheterna som marknadsnöje snarare än idrott, och boxningsgalor var därför belagda med en nöjesskatt på 20% som andra sporter slapp.
Den första matchen i Allmänna Boxningssällskapets regi arrangerades på Djurgårds-Cirkus den 14 februari 1923, då tungviktaren Harry Persson (1898-1979) från Hagalund mötte den danske boxaren Emil Andreassen. Därefter ordnades under en tioårsperiod ett 70-tal ABS-aftnar i Stockholm på Djurgårds-Cirkus, Velodromen i Hornsberg eller All-Stadion på Gärdet, samt även i Göteborg, och ofta med Harry Persson som dragplåster. Biljetterna var alltså tillgängliga endast för klubbens medlemmar och under sin storhetstid hade den omkring 7000 personer listade. Men när myndigheterna ytterligare skärpte lagstiftningen 1932 måste verksamheten läggas ned.